# Église des Capucins (Ostende)
L’église des Capucins est un édifice religieux catholique sis dans le centre historique de la ville d’Ostende, en Belgique. Construite avec un couvent capucin en 1618, au milieu du quartier des pêcheurs, l’église fut élargie (double nef) et restaurée plusieurs fois. Le bâtiment a été classé en 1960. 

## Histoire
Les pères capucins s’établissent à Ostende en 1615. Ils construisent leur église à partir de 1618 : la première pierre est posée par Maximilien d'Enghien, abbé d’Oudenburg. En 1620 l’église est consacrée et ouverte au culte par l’évêque de Bruges, Mgr Antoine Triest. De dimension modeste elle ne compte alors qu’une seule nef. Le couvent – aujourd’hui disparu - est construit à partir de 1621. Il occupait l’entièreté de la place de la Minque (Mijnplein). En 1643 une seconde nef fut construite sur le côté gauche de l’église, parfaitement identique en espace et volume à la première, mais un peu plus courte. Durant les XVIIe et XVIIIe siècles une bonne vingtaine de pères et frères capucins y vivaient. Très présents dans la vie des pêcheurs ostendais, par leur prédication, leur zèle pastoral et leur dévouement lors d’épidémies, ils étaient fort aimés de la population.  
En 1706, l'église est endommagée à la suite du siège par les troupes britanniques. En 1797 les Capucins furent chassés de leurs couvent et église par le pouvoir révolutionnaire français. Couvent et église furent vendus comme biens nationaux. Les pères capucins ne revinrent pas à Ostende. Leur couvent fut démoli, mais l’église (deuxième bâtiment plus ancien de la ville) fut préservée tel un précieux reliquaire du temps passé au cœur de la vieille ville. 

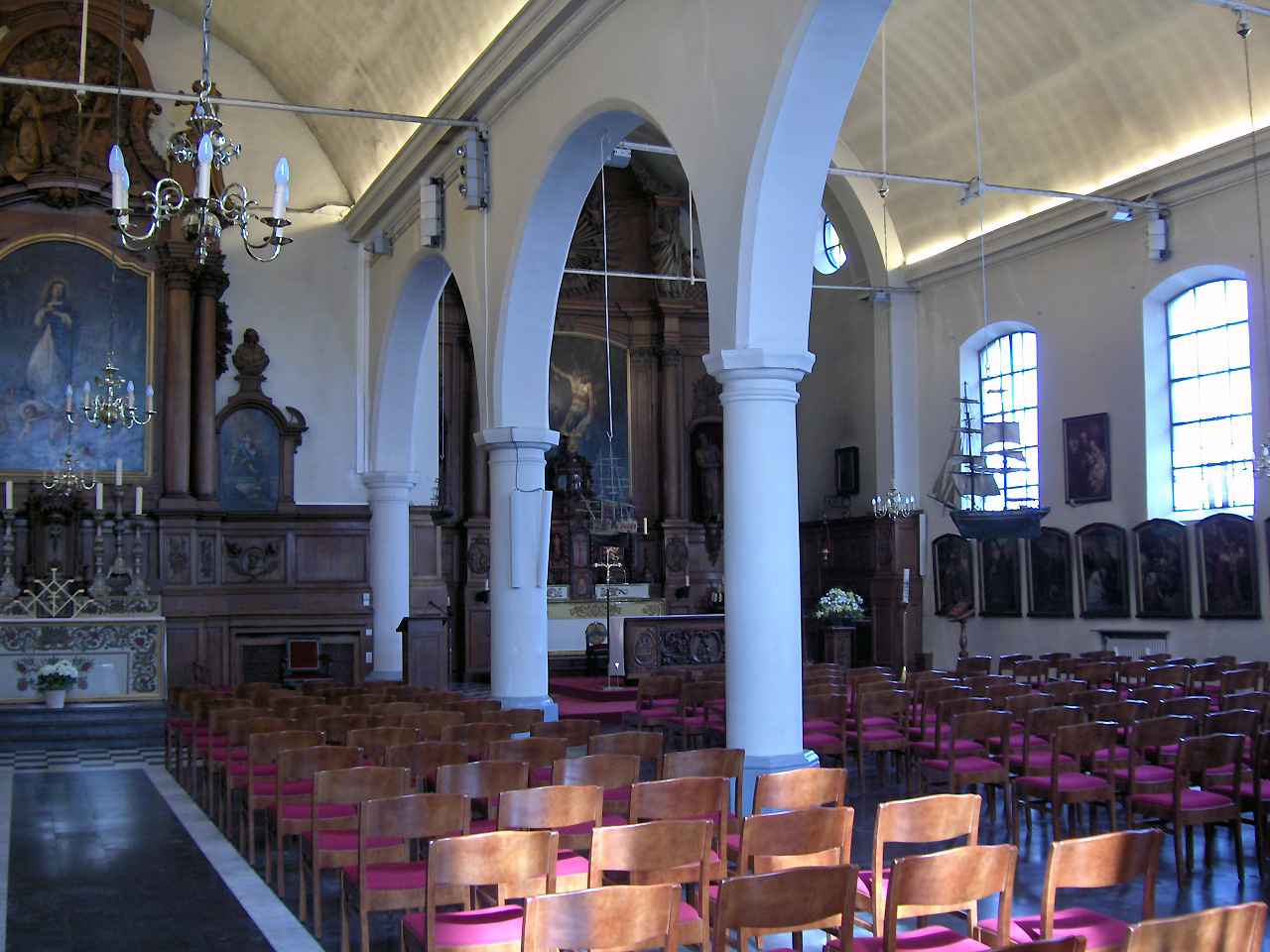
Double nef de l'église

Jusqu’en 1934 le secteur urbain entre l’église et les quais du port de mer était le vrai quartier des pêcheurs de la ville. L’église, endommagée et restaurée plusieurs fois, est aujourd’hui classée au patrimoine de la région flamande depuis 1960.

## Patrimoine
- L’ensemble du maître-autel qui occupe tout le mur de fond de la nef principale est un chef-d’œuvre en bois de chêne. Une toile Descente de croix (1621) de Ghislain Vroyelinck (nl) (1595-1635) est bordée de colonnes en chêne entre lesquelles se trouvent les statues de saint François d’Assise (à gauche) et saint Joseph de Leonissa (à droite). Immédiatement au-dessus de l’autel se trouvent les bustes des protecteurs de la ville d’Ostende, les saints Pierre et Paul.
- Le chemin de croix, sur le mur latéral droit de la nef principale, date de 1870 et est œuvre du peintre Ferdinand Callebert (1831-1908).
- L’autel de la seconde nef, plus modeste, est dédié à Notre-Dame. Il est surmonté d’une ‘Assomption de Notre-Dame’ – copie d'un Murillo – peinte par l’artiste polonais Marcin Zaleski. Au bas du tableau se trouve un écusson polonais avec l’épigraphe ‘Votum Polonorum 1865’ (c’est-à-dire ‘Serment des Polonais 1865’)[2]
- Un troisième autel, également important, se trouve adossé au mur latéral gauche de la seconde nef. Il est dédié à saint Antoine de Padoue, patron des marins et naufragés. Des maquettes de bateaux de pêche se trouvant comme ex-votos sur la table d’autel rappellent que le saint était visité par les épouses de marins, particulièrement lorsque des tempêtes menaçaient la vie de leurs maris partis pêcher en haute mer. À partir de 1698 une messe fut célébrée tous les mardis à cet autel, en l’honneur du saint. Avec saint Antoine deux autres statues de saints franciscains ornent l’autel : saint Bonaventure et saint Fidèle de Sigmaringen.

## Note
1. ↑  Jules Nicolas Pasquini, Histoire de la ville d'Ostende et du port, Société belge de librairie. Hauman & Cie, 1843, 373 p. (lire en ligne), p. 196-199
2. ↑  L’inscription (avec date) fait sans doute allusion au partage de la Pologne avec russification forcée du pays, dans les années 1860. Elle entraîna une émigration polonaise massive (la ‘Grande Émigration’). Une colonie polonaise installée à Ostende assistait à la messe dans l’église des Capucins